# Star Wars: Rebellion
Star Wars: Rebellion to pierwsza gra komputerowa typu turowego, osadzona w realiach świata Gwiezdnych wojen. Wydana została przez LucasArts w 1998 roku. W Wielkiej Brytanii zmieniono nazwę na Supremacy.

## Fabuła
Fabuła zaczyna się po bitwie o Yavin i zniszczeniu Gwiazdy Śmierci. Imperium Galaktyczne szykuje się do kontrataku na rebeliancką bazę na powierzchni Yavina IV, podczas gdy Sojusz Rebeliantów przygotowuje się do przegrupowania w innym systemie.
Od tego momentu los galaktycznej wojny domowej zależy całkowicie od gracza. Może on zmienić historię, przykładowo prowadząc Imperium Galaktyczne do całkowitej dominacji nad galaktyką.

## Cel gry
Celem gry jest zdobycie kwatery głównej oponenta (Coruscant lub mobilnej bazy Rebelii) a także uwięzienie dwóch przywódców strony przeciwnej: Rebelia musi pojmać Dartha Vadera oraz Palpatine, zaś Imperium ma za zadanie schwytać Luke’a Skywalkera i Mon Mothmę. 